# Paykan Teherán VC
El Paykan Teherán VC es un equipo de voleibol  iraní de la ciudad de Teherán.

## Historia
Fundado en 1967, com parte del club polideportivo Paykan Sport Club, a partir de la mitad de los años Noventa se ha convertido en el club más exitoso de su país y de Asia también.
Ha conseguido ganar doce títulos de campeón de Irán incluido seis consecutivos entre las temporadas 2005-06 y la 2010-11, su último triunfo ha sido en 2014-15.
Es el club más titulado en el campeonato asiático de clubes con siete títulos; tras su primer triunfo en 2002 consiguió coronarse campeón por seis veces consecutivas entre 2006 y 2011.
Los éxitos en el campeonato continental calificaron el club por el Campeonato mundial de clubes de la FIVB en las ediciones de 2009, 2010 y de 2011. Tras el cuarto puesto en la edición de 2009, en 2010 el Paykan se llevó el bronce al derrotar a los argentinos del Drean Bolívar en la final 3/4 puesto.
Gracias a la invitación de la federación internacional de voleibol (FIVB) también participó en la edición del campeonato mundial de 2015

## Palmarés

### Torneos nacionales
- Campeonato de Irán (12) (récord): 1996-97, 1997-98, 1998-99, 1999-00, 2002-03, 2005-06, 2006-07, 2007-08, 2008-09, 2010-11, 2014-15

Subcampeón (6): 2000-01, 2001-02, 2003-04, 2015-16, 2016-17, 2021-22

### Torneos continentales
- Champions League asiática (8) (récord) : 2002, 2006, 2007, 2008, 2009, 2010, 2011, 2022

Subcampeón (2): 2000, 2004

### Torneos mundiales
- Campeonato Mundial de Clubes :

3.er lugar (1): 2010